# Eremochelis lagunensis
Espèce
Eremochelis lagunensis est une espèce de solifuges de la famille des Eremobatidae.

## Distribution
Cette espèce est endémique de Basse-Californie du Sud au Mexique,. Elle se rencontre dans le Palo Extrano.

## Description
Le mâle holotype mesure 16,5 mm.

## Étymologie
Son nom d'espèce, composé de lagun[a] et du suffixe latin -ensis, « qui vit dans, qui habite », lui a été donné en référence au lieu de sa découverte, Valle de la Laguna.

## Publication originale
- Vázquez, 1991 : Eremochelis lagunensis, especie nueva (Arachnida, Solpugida, Eremobatidae) de baja California sur, Mexico. Journal of Arachnology, vol. 19, no 2, p. 88-92 (texte intégral).